# Jelovica
Jelovica je zakrasela gozdnata planota, ki se kot alpsko predgorje razteza nad Savo Bohinjko (na severozahodu), nad naseljema Kropa in Kamna Gorica (na vzhodu) in na jugu do Selške Sore. Najbližja naselja so ob vznožjih ali pobočjih planote, ki je sicer nenaseljena. Njen najvišji vrh je Partizanski vrh (1411 mnm, v južnem delu), severni del dosega višine do 1100 mnm. V preteklosti so na Jelovici kopali železovo rudo, ki so jo predelovali v Kropi in v Železnikih.

## Površje
Danes Jelovico prekrivajo obsežni smrekovi gozdovi. V preteklosti je bil tu jelovo bukov gozd, ki pa so ga zaradi oglarjenja izkrčili. Planine in barja bogatijo biotsko raznovrstnost planote. Najbolj znano visoko barje se imenuje Ledine.

## Naravovarstveni status
Jelovica in Ratitovec skupaj imata status posebnega varstvenega območja - območje Natura 2000 (Uredba o posebnih varstvenih območjih Natura 2000, Uradni list RS, št. 49/04, 110/04, 59/07). Prav tako je to ekološko pomembno območje (Uradni list RS, št. 48/04), kar pomeni da je po Zakonu o ohranjanju narave območje habitatnega tipa, dela habitatnega tipa ali večje ekosistemske enote, ki pomembno prispeva k ohranjanju biotske raznovrstnosti. Je območje naravnih vrednot (Uradni list RS, št. 111/04, 70/06).
Barji Za blatom (Blato na Jelovici) in Ledina sta zavarovani kot naravna rezervata (Uradni vestnik Občine Bohinj, št. 5/1999)

## Turizem
Posamezne točke, zlasti na severovzhodnem robu planote, se odlikujejo z izrednim razgledom. Motiv cerkvice sv. Primoža in Felicijana je med najlepšimi v Sloveniji. Nekatera druga razgledišča so še: Talež, Zidana skala, Bela peč.
- Razgled s Taleža
- Razgled z Zidane skale
- Razgled z Bele peči